# Traveling (宇多田ヒカルの曲)
「traveling」（トラヴェリング）は、2001年11月28日 にリリースされた、宇多田ヒカルの9枚目のシングル及びシングルDVD。

## 概要
- 「元気が出る曲」というコンセプトの元、制作された楽曲である。
- 紀里谷和明が担当したCGやアニメーションを駆使した独創的なPVが、かなり話題となった。そのためか、テレビ番組などで宇多田の物まねがなされる場合は、このPV内で彼女が着ていた衣装を模した格好で行うことが多い（例:ミラクルひかる、関根麻里など）。宇多田本人も「PVが出来上がってこの歌が何倍も好きになった」と語っている。
- 日本音楽著作権協会（JASRAC）の著作権使用料分配額（国内作品）ランキングでは、2002年度の年間2位[2]（2003年JASRAC賞銀賞[3]を獲得した。
- 歌詞に『平家物語』（祇園精舎）の引用がある。

- ベスト・アルバム『SCIENCE FICTION』に再録ヴァージョンが収録。共同プロデュースは☆Taku Takahashi。また同バージョンは日本コカ・コーラ「綾鷹」CMソングに使用された[4]。

## 収録曲
全作詞・作曲：宇多田ヒカル
1. traveling (5:17)
編曲：河野圭 & 宇多田ヒカル
NTTドコモ「FOMA」CMソング
2. traveling -PLANITb remix- (10:34)
編曲：ラッセル・マクナマラ
3. traveling -Bahiatronic Mix- (6:42)
編曲：冨田謙
4. traveling -Original Karaoke- (5:15)

## 収録アルバム
traveling
- 『DEEP RIVER』
- 『Utada Hikaru SINGLE COLLECTION VOL.1』

traveling (Re-Recording)
- 『SCIENCE FICTION』

## カバー
- 槇原敬之（2005年、カバーアルバム『Listen To The Music 2』収録）
- 豊田道倫（2005年、ライブDVD『映像集2』収録）
- Salon（2008年、アルバム『My Time』収録）
- 大橋トリオ（2010年、カバーアルバム『FAKE BOOK』収録）
- 蜜（2012年、カバーアルバム『蜜狩り』収録）
- 椎名林檎（2014年に開催したコンサート「ちょっとしたレコ発2014 〜横浜港へ逆輸入〜／〜大阪港へ逆輸入〜」にて宇多田の結婚を祝し披露）
- Beat Buddy Boi（2015年、アルバム『JUICEBOX』収録）

## traveling (映像作品)
「traveling」（トラヴェリング）は、2002年1月30日に発売された宇多田ヒカルの2枚目のDVDシングル。

### 解説
- 衣装やCG、色彩など、非常に凝った映像を作り出した本作のPVは話題となった。DVDシングルとしては2枚目。ジャケットはPVから拝借したもの。
- 初動4.2万枚を売り上げ、累積10万枚[5]近くで2002年音楽映像ソフトランキングで年間1位とMVシングルで年間1位は異例中の異例である。

### 収録曲
1. Making of “traveling”
  - メイキング映像。
2. traveling
  - 本編のPV。